# Patinatge de velocitat als Jocs Olímpics d'hivern de 2010 - 5.000 metres masculins
Als Jocs Olímpics d'Hivern de 2010 celebrats a la ciutat de Vancouver (Canadà) es disputà una prova de patinatge de velocitat sobre gel sobre una distància de 5.000 metres en categoria masculina que formà part del programa oficial dels Jocs.
La prova es disputà el dia 13 de febrer de 2010 a les instal·lacions del Richmond Olympic Oval de la ciutat de Vancouver. Hi participaren un total de 28 patinadors de velocitat de 16 comitès nacionals diferents.

## Resum de medalles
| Or          | Argent         | Bronze       |
| Sven Kramer | Lee Seung-Hoon | Ivan Skobrev |

## Resultats
| i: pista interior | e: pista exterior |

| Pos. | Dorsal | P. | Nom                  | CON           | Temps   | Dif.   | Notes |
| ---- | ------ | -- | -------------------- | ------------- | ------- | ------ | ----- |
| 1    | 11     | i  | Sven Kramer          | Països Baixos | 6:14.60 |        | RO    |
| 2    | 12     | i  | Lee Seung-Hoon       | Corea del Sud | 6:16.95 | +2.35  |       |
| 3    | 13     | i  | Ivan Skobrev         | Rússia        | 6:18.05 | +3.45  |       |
| 4    | 14     | i  | Håvard Bøkko         | Noruega       | 6:18.80 | +4.20  |       |
| 5    | 12     | e  | Bob de Jong          | Països Baixos | 6:19.02 | +4.42  |       |
| 6    | 10     | i  | Alexis Contin        | França        | 6:19.58 | +4.98  |       |
| 7    | 13     | e  | Enrico Fabris        | Itàlia        | 6:20.53 | +5.93  |       |
| 8    | 10     | e  | Henrik Christiansen  | Noruega       | 6:24.80 | +10.20 |       |
| 9    | 7      | e  | Jan Blokhuijsen      | Països Baixos | 6:26.30 | +11.70 |       |
| 10   | 6      | i  | Sverre Haugli        | Noruega       | 6:27.05 | +12.45 |       |
| 11   | 14     | e  | Chad Hedrick         | Estats Units  | 6:27.07 | +12.47 |       |
| 12   | 11     | e  | Shani Davis          | Estats Units  | 6:28.44 | +13.84 |       |
| 13   | 8      | i  | Lucas Makowsky       | Canadà        | 6:28.71 | +14.11 |       |
| 14   | 2      | e  | Trevor Marsicano     | Estats Units  | 6:30.93 | +16.33 |       |
| 15   | 6      | e  | Dmitry Babenko       | Kazakhstan    | 6:31.19 | +16.59 |       |
| 16   | 3      | i  | Sławomir Chmura      | Polònia       | 6:33.20 | +18.60 |       |
| 17   | 8      | e  | Shane Dobbin         | Nova Zelanda  | 6:33.39 | +18.78 |       |
| 18   | 2      | i  | Denny Morrison       | Canadà        | 6:33.78 | +19.17 |       |
| 19   | 9      | i  | Hiroki Hirako        | Japó          | 6:33.90 | +19.30 |       |
| 20   | 5      | e  | Haralds Silovs       | Letònia       | 6:35.69 | +21.09 | [ 1 ] |
| 21   | 7      | i  | Johan Röjler         | Suècia        | 6:35.88 | +21.28 |       |
| 22   | 4      | i  | Patrick Beckert      | Alemanya      | 6:36.02 | +21.42 |       |
| 23   | 9      | e  | Marco Weber          | Alemanya      | 6:36.45 | +21.85 |       |
| 24   | 1      | e  | Roger Schneider      | Suïssa        | 6:39.30 | +24.69 |       |
| 25   | 4      | e  | Luca Stefani         | Itàlia        | 6:41.75 | +27.15 |       |
| 26   | 1      | i  | Robert Lehmann       | Alemanya      | 6:43.77 | +29.17 |       |
| 27   | 5      | i  | Shigeyuki Dejima     | Japó          | 6:43.82 | +29.22 |       |
| —    | 3      | e  | Aleksandr Rumiàntsev | Rússia        | 6:35.43 | DSQ    | [ 2 ] |

RO: rècord olímpic
DSQ: desqualificat